# Leucoencefalopatia
Una leucoencefalopatia è una patologia dell'encefalo in cui è compromessa esclusivamente o prevalentemente la sostanza bianca.

## Eziopatogenesi
Non sempre ne sono note le cause e la patogenesi, ma si distinguono leucoencelopatie:
- di origine immunologica;
- di origine vascolare, in particolare in conseguenza di ictus e attacchi ischemici transitori;
- di origine infiammatoria (leucoencefaliti).[1]

## Tipologie
Tra le leucoencefalopatie si annoverano:
- la leucoencefalopatia sottocorticale, o demenza di Binswanger, caratterizzata da lesioni della sostanza bianca sotto la corteccia cerebrale;[1]
- la leucoencefalopatia posteriore, spesso causata da chemioterapici e immunosoppressori, che colpisce strutture della fossa posteriore del cranio, cioè corteccia visiva e cervelletto;[1]
- la leucoencefalopatia multifocale progressiva, malattia rara degli adulti con neoplasie o immunodepressione, caratterizzata da numerosi focolai di sostanza bianca distrutta di grandezze diverse, diffusa in tutte le strutture encefaliche, compresi il tronco encefalico e il cervelletto;[1]
- la sindrome da encefalopatia posteriore reversibile;
- la leucoencefalopatia con sostanza bianca evanescente;
- la leucoencefalopatia diffusa ereditaria con sferoidi assonali e nevroglia pigmentata;
- la leucoencefalopatia megalencefalica con cisti sottocorticali;
- la leucoencefalopatia ipertensiva.